# سیارک ۱۹۸۰۱
سیارک ۱۹۸۰۱ (به انگلیسی: 19801 Karenlemmon، نامگذاری:2000RZ64) نوزده هزار و هشتصد و یکمین سیارک کشف شده‌است که در ۱ سپتامبر ۲۰۰۰ کشف شد.
قدر مطلق سیارک برابر ۱۶.۲ است.